# Blek låga
Blek låga (originaltitel: Pale Fire) är en roman från 1962 av Vladimir Nabokov, den kanske mest experimentella av hans romaner.

## Handling
Romanen är till det yttre en kommenterad utgåva till en 999 rader lång dikt i fyra sånger skriven av en nyligen bortgången amerikansk poet, John Shade. En granne och kollega till poeten, Charles Kinbote, står som utgivare av boken, med samma namn som dikten, och för förord och kommentarer till dikten, ungefär tre fjärdedelar av texten.

## Tolkningar
Den nästlade berättelsen har inbjudit till många tolkningar genom åren. I en av många svenska recensioner beskriver Pia Bergström (Aftonbladet) den som ”underhållning på högsta nivå” och ett ”mångtydigt mästerverk i en alldeles egen klass” men också ”ett muntert mord på de ”dömande” vänner av ordning som lever av konstens och litteraturens ogenomskinlighet, kritiker, akademiker, pretentiösa exegeter”.